# Una dona espera
Una dona espera (títol original en anglès: Youngblood Hawke) és una pel·lícula estatunidenca dirigida per Delmer Daves, estrenada el 1964. Ha estat doblada al català.

## Argument
Youngblood Hawk és un camioner de Kentucky que arriba a Nova York per convertir-se escriptor. Hi coneix l'editora Jeanne Green, que s'enamora d'ell i de la seva escriptura, tot ajudant-lo a signar un primer contracte. La seva primera novel·la és publicada i adaptada com a obra teatral, amb una actriu en declivi com a cap de cartell. Quan la seva segona novel·la és publicada, l'èxit és tal que Hawk és la nineta dels ulls de la ciutat i de les dones.

## Repartiment
- James Franciscus: Youngblood Hawke
- Suzanne Pleshette: Jeanne Green
- Geneviève Page: Frieda Winter
- Eva Gabor: Fannie Prince
- Mary Astor: Irene Perry
- Lee Bowman: Jason Prince
- Edward Andrews: Quentin Judd
- Don Porter: Ferdie Lax
- Mildred Dunnock: Sarah Hawke
- Kent Smith: Paul Winter Sr.
- John Dehner: Scotty Hawke
- John Emery: Georges Peydal
- Martin Balsam (cameo)